# Boris Steinbauer
Boris Steinbauer (narozen v roce 1997 v Jihlavě) je český autor detektivek a thrillerů.

## Život
Boris Steinbauer je český spisovatel pocházející z Jihlavy. Svoji spisovatelskou dráhu zahájil v roce 2019 vydáním thrilleru Žena, která zmizela a detektivního thrilleru Luciferova pomsta. Po krátké pauze věnované dokončení studia na vysoké škole započala Borisova spolupráce s nakladatelstvím MOBA, které v rámci edice Původní česká detektivka vydalo v roce 2021 již třetí Borisovu knihu -  Neřád. Na tento detektivní román pak s odstupem času navazuje další detektivní příběh s vyšetřovatelkou Sylvií Kurtišovou - Smrtící obhajoba (2023).

## Dílo
- Žena, která zmizela – thriller odehrávající se převážně v autorově rodném městě Jihlavě.
- Luciferova pomsta – detektivní román z prostředí hlavního města ČR.
- Neřád – detektivní román s policejní vyšetřovatelkou Sylvií Kurtišovou.
- Smrtící obhajoba - detektivní román s policejní vyšetřovatelkou Sylvií Kurtišovou.